# 点描図
点描図（てんびょうず）とは、等高線をもとに点描を打つことで地形の起伏を表した地形図。
コンピュータによって等高線を解析したデータをもとに尾根や稜線を白く残すように点描を打ち、段彩図などと重ねることで視覚的に立体感をもって地形を捉えることができる。他に、等高線による地形表現を見やすくする手法として段彩図、ケバ図などがある。なお、何かの分布状況を地図上に点の大小や粗密によって示す「ドットマップ」とは別。

## 参考
- “中央ジオマチックスによる「点描図法」の特許の取得”. 2016年3月6日時点のオリジナルよりアーカイブ。2020年11月16日閲覧。